# Хида
Хида (яп. 飛騨市 Хида-си) — город в Японии, находящийся в префектуре Гифу. Площадь города составляет 792,31 км², население — 25 112 человек (1 июля 2014), плотность населения — 31,69 чел./км².

## Географическое положение
Город расположен на острове Хонсю в префектуре Гифу региона Тюбу. С ним граничат города Такаяма, Тояма, Нанто и село Сиракава.

## Население
Население города составляет 25 112 человек (1 июля 2014), а плотность — 31,69 чел./км². Изменение численности населения с 1980 по 2005 годы:
| 1980 | 36 100 чел. |  |
| 1985 | 34 641 чел. |  |
| 1990 | 32 690 чел. |  |
| 1995 | 31 247 чел. |  |
| 2000 | 30 421 чел. |  |
| 2005 | 28 902 чел. |  |

## Символика
Деревом города считается Fagus crenata, цветком — Lysichiton camtschatcense.